# Americanismo (termo católico)
Americanismo é o termo usado desde o início do século XX pela Igreja Católica para se referir àquilo que ela julga ser uma heresia, praticada por muitos elementos da Igreja Católica nos Estados Unidos. Essencialmente, este rótulo costumava ser aplicado sobretudo aos bispos norte-americanos por bispos de outros países (e pelos Papas).

## Aspectos dogmáticos
A heresia americanista é definida como o endosso (em vez da mera tolerância) daquilo que a Igreja Católica define como princípios anticatólicos, os quais são abraçados pelos Estados Unidos: liberalismo, individualismo, racionalismo,  secularismo, laicismo, separação da Igreja e do Estado, etc.
Estes princípios estão estreitamente associados às correntes modernistas (o modernismo já foi condenado pela Igreja), nomeadamente ao subjectivismo, ao relativismo, ao indiferentismo religioso e à desobediência ao Magistério da Igreja Católica. Logo, esta associação (incluindo os princípios envolvidos) é expressamente condenada pelos Papas, sendo a condenação mais concisa e aberta a do Papa Pio IX, através do documento Syllabus Errorum.

## Aspectos sociais
A Grande Fome da Batata na Irlanda (Irish Potato Famine) causou um êxodo massivo de católicos irlandeses para os Estados Unidos, o que fez com que os católicos irlandeses se tornassem o maior grupo do catolicismo ali. A discriminação contra os irlandeses levou-os a procurar assimilar-se tanto quanto possível à cultura americana. Nesta altura, a Igreja Católica nos Estados Unidos estava dividida ao longo de linhas étnicas: os católicos irlandeses tinham bispos irlandeses, os alemães tinham bispos alemães, etc.
Os americanos irlandeses formavam a maioria dos católicos e por isso detinham também a maioria dos bispos. A grande maioria destes irlandeses partilhava a opinião de que a liberdade de religião é algo de bom, porque eles achavam as condições de vida nos Estados Unidos, onde eles eram relativamente livres, melhores do que na Irlanda, onde os católicos tinham sido oprimidos pelo Estado britânico. Istou levou-os a apoiar a separação da Igreja e Estado.
Este assunto foi trazido à atenção dos católicos europeus pela tradução para o francês de um livro sobre Isaac Thomas Hecker, que era admirado pelos bispos americanos. O padre Hecker apoiava os ideais americanistas, mas a tradução e introduções a este livro fizeram-no soar mais radicais do que tinha sido em inglês. O livro foi condenado pelo Papa Leão XIII.

## Posição actual da Igreja Católica
Apesar de a Igreja Católica continuar a rejeitar fortemente o modernismo (nomeadamente o relativismo religioso e moral e o subjetivismo teológico), ela soube, a tempo oportuno, separar e dissociar o direito humano à liberdade, nomeadamente à liberdade religiosa, das correntes modernistas. "Como disse Bento XVI: A "ditadura do relativismo", em poucas palavras, é simplesmente uma ameaça à liberdade humana, que amadurece somente na generosidade e na fidelidade à Verdade."
A atual posição católica sobre a liberdade religiosa é clarificada pela declaração Dignitatis Humanae do Concílio Vaticano II. Neste documento conciliar, a Igreja Católica defende e reconhece a liberdade religiosa, sendo essa liberdade a imunidade da coerção de indivíduos e de qualquer grupo sobre a crença de uma pessoa, como um direito humano inalienável e indispensável para a livre adesão do homem ao plano de Deus, protegendo assim indivíduos que não são católicos de serem forçados a agir contra suas crenças. Mais concretamente, para o Magistério da Igreja Católica, a liberdade religiosa, despojada de qualquer influência do modernismo, "em nada se distancia da defesa radical da Verdade, apenas atesta a legalidade de se cultuar a Deus de maneira livre e independente, uma defesa muito sincera da consciência e da real adesão de fé, que deve ser reflexo imediato da mais pura entrega e conversão do coração".
Em conclusão, tal como diz o Compêndio do Catecismo da Igreja Católica, "o direito ao exercício da liberdade é próprio de cada homem enquanto é inseparável da sua dignidade de pessoa humana. Portanto, tal direito deve ser sempre respeitado, principalmente em matéria moral e religiosa, e deve ser reconhecido civilmente, e tutelado nos termos do bem comum e da justa ordem pública".